# Maximilian Knorr

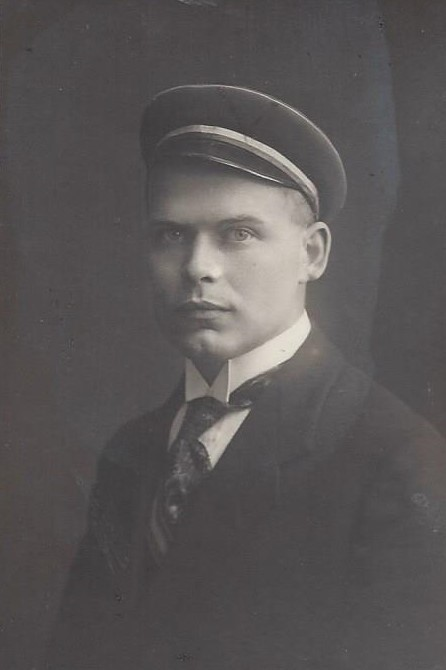
Maximilian Knorr, 1919

Maximilian Knorr (* 21. September 1895 in Breitengüßbach; † 6. Februar 1985 in München) war ein deutscher Mikrobiologe und Hygieniker. Er lehrte als Professor für Hygiene in Würzburg und Erlangen.

## Leben
Knorr studierte an der Julius-Maximilians-Universität Würzburg Medizin. Von 1915 bis 1918 nahm er am Ersten Weltkrieg teil. 1919 wurde er im Corps Moenania recipiert. Im Mai 1920 wurde er Medizinalpraktikant am Hygienischen Institut in Würzburg. Zum 1. November 1920 ging er als wissenschaftlicher Assistent an das Hygienisch-Bakteriologische Institut und an die Staatliche Bakteriologische Untersuchungsanstalt in Erlangen. Im April 1923 habilitierte er sich für Hygiene und Bakteriologie. Als Privatdozent wurde er am 1. November 1925 Konservator am Max von Pettenkofer-Institut.
Seit 1927 außerordentlicher Professor, wurde er von der Julius-Maximilians-Universität Würzburg am 1. November 1932 zum Nachfolger von Karl Bernhard Lehmann berufen. Als ordentlicher Professor für Hygiene und Bakteriologie war er Vorstand des Hygienischen Instituts und der Staatlichen Bakteriologischen Untersuchungsanstalt. 1934 trat er der NSDAP bei. Zu seinen Doktoranden gehörten Hermann Lindgens, der 1935 mit der Arbeit Medizinalstatistische Erhebungen in den Notstandsgebieten von Rhön und Spessart promoviert wurde (Die Arbeit lieferte Materialien zum sogenannten Rhönaufbauplan) und Hans Joachim Schmidt, der bald nach seiner Promotion mit einer Arbeit über Statistische Untersuchungen über die Zahnkaries (1937) als engagierter Verfechter der Kariesprophylaxe mit Fluorid bekannt wurde. Von 1939 bis 1945 nahm Knorr im Heer (Wehrmacht) am Zweiten Weltkrieg teil.
Am 10. August 1945 aus dem Automatischen Arrest der amerikanischen Militärregierung entlassen, betrieb er ein privates bakteriologisches Laboratorium in Bamberg. Die Friedrich-Alexander-Universität berief ihn am 16. Mai 1950 auf ihren Lehrstuhl für Hygiene und Bakteriologie. Damit wurde er auch Vorstand des Hygienisch-Bakteriologischen Instituts in Erlangen. Am 30. September 1963 emeritiert, vertrat er seinen Lehrstuhl noch vier Jahre.

## Ehrungen
- Bayerischer Verdienstorden

## Veröffentlichungen (Auswahl)
- Johann Lukas Schönlein Familie, Leben, Persönlichkeit. In: Berichte der Physikalisch-Medizinischen Gesellschaft zu Würzburg. Neue Folge, Band 62, 1939.